# Blanche Marchesi
Blanche de Castrone Marchesi (ur. 4 kwietnia 1863 w Paryżu, zm. 15 grudnia 1940 w Londynie) – francuska śpiewaczka pochodzenia włosko-niemieckiego, sopran.

## Życiorys
Była córką niemieckiej śpiewaczki Mathilde Marchesi i włoskiego śpiewaka Salvatore Marchesiego. Śpiewu uczyła się od matki. Początkowo występowała na koncertach prywatnych i dobroczynnych, w 1895 roku śpiewała w Berlinie i Brukseli. Od 1896 roku mieszkała na stałe w Londynie. W 1900 roku zadebiutowała w Pradze jako śpiewaczka operowa rolą Brunhildy w Walkirii Richarda Wagnera. Występowała głównie jako śpiewaczka koncertowa, uczyła też śpiewu. W 1938 roku zakończyła karierę sceniczną.
Opublikowała swoje wspomnienia pt. A Singer’s Pilgrimage (Londyn 1923) oraz podręcznik The Singer’s Catechism (Londyn 1932).